# 上杉千年
上杉 千年（うえすぎ ちとし、1928年 - 2009年8月4日）は、日本の歴史研究家、高等学校教諭。新しい歴史教科書をつくる会理事や職能団体「日本教師会」代表を務めていた。

## 人物
岐阜県生まれ。1950年、國學院大學文学部史学科を卒業。高等学校の社会科教師として岐阜県・静岡県で教鞭をとる傍ら、歴史教科書問題の研究家として多くの論文を発表する。 
2007年7月13日、在日アメリカ大使館に提出されたアメリカ合衆国下院121号決議全面撤回を求める抗議書にも賛同者として名を連ねた。

## 著書
- 『教育基本法改正論』（日本教師会出版部、1980年）
- 『教育基本法の問題点―教師と父母との教育問答』（善本社、1984年）ISBN 4-7939-0139-5
- 『総括・教科書問題と教育裁判』（日本教師会出版部、1990年）ISBN 4-7939-0256-1
- 『従軍慰安婦問題の経緯』（國民會館叢書、1994年）、冊子
- 『異文化戦争としての大東亜戦争 近現代日本史入門』（そうよう(全貌社)、1995年）ISBN 4-7938-0139-0
- 『検証「従軍慰安婦」―「従軍慰安婦」問題入門』（そうよう(全貌社)、1996年）ISBN 4-7938-0143-9
- 『憂うべき歴史教科書の実態』（多賀大社文化振興基金, 1997年）（多賀大社文化振興基金講演集 ; 第3輯）、冊子
- 『歴史教科書の検定と外圧』（國民會館叢書、2001年）、冊子
- 『猶太(ユダヤ)難民と八紘一宇』（展転社、2002年）ISBN 4-88656-207-8
- 『南京「虐殺」研究の最前線. 平成15年版―日本「南京」学会年報』（東中野修道編著、展転社、2003年）ISBN 4-88656-238-8
- 『南京「虐殺」研究の最前線. 平成16年版―日本「南京」学会年報』（東中野修道編著、展転社、2004年）ISBN 4-88656-258-2
- 『教育基本法 リーディングス日本の教育と社会 第4巻』（市川昭午編著、日本図書センター、2006年）ISBN 4-284-30119-5
- 『ユダヤ難民を助けた日本と日本人』（神社新報社、2007年）ISBN 9784915265129

### 論文
- 国立情報学研究所収録論文 国立情報学研究所